# Agustí Lluís i Llobet
|  | Per a altres significats, vegeu «Agustí Lluís López i Pla». |

Agustí Lluís i Llobet (Sant Llorenç Savall (?), 1752 - segle XIX) fou un polític català i alcalde de Sabadell.
Provinent de Sant Llorenç Savall, va arribar a Sabadell on treballà com a pastisser i adroguer. Fou síndic procurador de l'Ajuntament de Sabadell i posteriorment alcalde de la ciutat en dues ocasions per nomenament de la Reial Audiència. La primera, del gener de 1807 fins possiblement al març de 1809, i la segona, del setembre de 1814 fins al març de 1815. La segona vegada, actuà com a alcalde provisional amb l'única responsabilitat de proposar a l'Audiència dues persones per a cada càrrec de la corporació municipal definitiva. L'any 1910, en homenatge com a sabadellenc il·lustre, es donà el seu nom a un carrer nou del barri de la Creu Alta.